# Wahlbergøya
Wahlbergøya is een onbewoond eiland in de Straat Hinlopen. Het eiland maakt deel uit van Spitsbergen en van Vaigattøyane. Wahlbergøya heeft een oppervlakte van 48 km².